# Фурія (сингл)
«Фурія» — другий сингл українського гурту Друга Ріка з п'ятого альбому Мода, який вийшов 28 березня 2008 року. На підтримку синглу було зняте відео на пісню. Режисером цієї відеороботи став Віктор Скуратовський. Композиція моментально стала популярною та здобула статус чергової візитної картки гурту.

## Про сингл
Як розповідали музиканти — спочатку пісня не мала увійти на альбом, так як вона була надто не характерна для їх стилю. Але в результаті гурт вирішив ризикнути і не помилився .
|                                 | Фурія для нас була просто експериментом, який ми навіть не думали ні візуалізувати, ні включати в плиту. Тому що 70% колективу кричали: «Це не Друга Ріка. Це несправжнє. Ми будемо дурити народ. В нас є золота жила, за яку ми маємо трусити і жити далі». Однак вирішили проекспериментувати, не все ж бути однаковими. Тим більше, що ми щоразу намагаємося робити щось інше. Ми не є тими виконавцями, які протягом 12-15 років співають одну пісню. Таких артистів в Україні дуже багато. З одного боку, це класно, бо: «О! Це наш стиль». Але я би не хотів, щоб у нас був якийсь сталий бренд сопливої романтичної групи, або ж там дибільно-веселої команди. Ми є різні, так як і життя є різним. |
| — Валерій Харчишин, лідер гурту | |

## Список композицій
| #  | Назва   | Тривалість |
| -- | ------- | ---------- |
| 1. | «Фурія» | 2:44       |

## Учасники запису
Друга Ріка
- Валерій Харчишин — вокал
- Олександр Барановський — гітара
- Дорошенко Олексій — ударні
- Біліченко Сергій — гітара
- Віктор Скуратовський — бас-гітара
- Сергій Гера — клавішні

## Чарти
| Чарт (2008)                   | Позиція |
| ----------------------------- | ------- |
| Top City & Country Radio Hits | 57      |